# Billie Jean King Cup 2023 - Fase finale
Le finali della Billie Jean King Cup 2023 (Billie Jean King Cup Finals in inglese) sono il più alto livello della Billie Jean King Cup 2023. La competizione si disputa allo Stadio de la Cartuja di Siviglia dal 7 al 12 novembre 2023.

## Squadre partecipanti
12 nazioni partecipano alle finali. Le squadre si sono qualificate secondo i criteri che seguono:
- Le due finaliste dell'edizione precedente (Australia e Svizzera)
- Una wild card (Polonia)
- Le 9 vincenti delle qualificazioni

| Partecipanti      | Partecipanti | Partecipanti | Partecipanti     | Partecipanti | Partecipanti |
| Australia (2022F) | Canada       | Rep. Ceca    | Francia          | Germania     | Italia       |
| Kazakistan        | Slovenia     | Spagna (H)   | Svizzera (2022W) | Stati Uniti  | Polonia (WC) |
| ----------------- | ------------ | ------------ | ---------------- | ------------ | ------------ |

## Formazioni
SR = Ranking singolare; DR = Ranking doppio. Ranking aggiornati al 6 novembre 2023.
| Australia              | Australia | Australia |
| Atleta                 | SR        | DR        |
| ---------------------- | --------- | --------- |
| Kimberly Birrell       | 113       | 233       |
| Storm Hunter           | 172       | 1         |
| Daria Saville          | 206       | 168       |
| Ellen Perez            | 500       | 17        |
| Ajla Tomljanović       | 649       | -         |
| Capitano: Alicia Molik |           |           |

| Canada                    | Canada | Canada |
| Atleta                    | SR     | DR     |
| ------------------------- | ------ | ------ |
| Leylah Fernandez          | 35     | 20     |
| Rebecca Marino            | 176    | 1039   |
| Eugenie Bouchard          | 273    | -      |
| Marina Stakusic           | 258    | 449    |
| Gabriela Dabrowski        | -      | 8      |
| Capitano: Heidi El Tabakh |        |        |

| Rep. Ceca           | Rep. Ceca | Rep. Ceca |
| Atleta              | SR        | DR        |
| ------------------- | --------- | --------- |
| Markéta Vondroušová | 7         | 44        |
| Barbora Krejčíková  | 10        | 13        |
| Marie Bouzková      | 34        | 23        |
| Linda Nosková       | 41        | 198       |
| Kateřina Siniaková  | 45        | 10        |
| Capitano: Petr Pála |           |           |

| Francia                    | Francia | Francia |
| Atleta                     | SR      | DR      |
| -------------------------- | ------- | ------- |
| Caroline Garcia            | 20      | 90      |
| Varvara Gračëva            | 44      | 903     |
| Clara Burel                | 61      | 644     |
| Alizé Cornet               | 118     | 317     |
| Kristina Mladenovic        | 249     | 70      |
| Capitano: Julien Benneteau |         |         |

| Germania                   | Germania | Germania |
| Atleta                     | SR       | DR       |
| -------------------------- | -------- | -------- |
| Tatjana Maria              | 57       | 307      |
| Laura Siegemund            | 86       | 5        |
| Anna-Lena Friedsam         | 115      | 114      |
| Eva Lys                    | 130      | -        |
| Jule Niemeier              | 162      | 425      |
| Capitano: Rainer Schüttler |          |          |

| Italia                    | Italia | Italia |
| Atleta                    | SR     | DR     |
| ------------------------- | ------ | ------ |
| Jasmine Paolini           | 30     | 97     |
| Martina Trevisan          | 43     | 390    |
| Elisabetta Cocciaretto    | 52     | 508    |
| Lucia Bronzetti           | 64     | 891    |
| Lucrezia Stefanini        | 119    | -      |
| Capitano: Tathiana Garbin |        |        |

| Kazakistan                  | Kazakistan | Kazakistan |
| Atleta                      | SR         | DR         |
| --------------------------- | ---------- | ---------- |
| Elena Rybakina              | 4          | 119        |
| Julija Putinceva            | 69         | 343        |
| Jibek Kulambaeva            | 515        | 151        |
| Arujan Sagandikova          | 751        | 865        |
| Anna Danilina               | 814        | 56         |
| Capitano: Jaroslava Švedova |            |            |

| Polonia              | Polonia | Polonia |
| Atleta               | SR      | DR      |
| -------------------- | ------- | ------- |
| Magda Linette        | 24      | 42      |
| Magdalena Fręch      | 63      | 388     |
| Katarzyna Kawa       | 207     | 118     |
| Weronika Falkowska   | 325     | 93      |
| Martyna Kubka        | 395     | 212     |
| Capitano: Dawid Celt |         |         |

| Slovenia                  | Slovenia | Slovenia |
| Atleta                    | SR       | DR       |
| ------------------------- | -------- | -------- |
| Tamara Zidanšek           | 100      | 351      |
| Kaja Juvan                | 104      | -        |
| Veronika Erjavec          | 183      | 153      |
| Nina Potočnik             | 543      | 656      |
| Ela Nala Milić            | 1024     | -        |
| Capitano: Andrej Krasevec |          |          |

| Spagna                            | Spagna | Spagna |
| Atleta                            | SR     | DR     |
| --------------------------------- | ------ | ------ |
| Sara Sorribes Tormo               | 50     | 33     |
| Rebeka Masarova                   | 65     | 158    |
| Paula Badosa                      | 66     | 354    |
| Cristina Bucșa                    | 83     | 66     |
| Marina Bassols Ribera             | 110    | 381    |
| Capitano: Anabel Medina Garrigues |        |        |

| Svizzera                  | Svizzera | Svizzera |
| Atleta                    | SR       | DR       |
| ------------------------- | -------- | -------- |
| Belinda Bencic            | 17       | 197      |
| Viktorija Golubic         | 84       | 146      |
| Céline Naef               | 139      | 428      |
| Jil Teichmann             | 143      | 136      |
| Simona Waltert            | 166      | 397      |
| Capitano: Heinz Günthardt |          |          |

| Stati Uniti             | Stati Uniti | Stati Uniti |
| Atleta                  | SR          | DR          |
| ----------------------- | ----------- | ----------- |
| Sofia Kenin             | 33          | 434         |
| Sloane Stephens         | 48          | 629         |
| Peyton Stearns          | 53          | 101         |
| Danielle Collins        | 55          | 84          |
| Taylor Townsend         | 80          | 7           |
| Capitano: Kathy Rinaldi |             |             |

## Formato
Le dodici squadre vengono divise in quattro gruppi da tre; le vincitrici di ciascun gruppo accedono alle semifinali.
| Giorno                               | Turno       | Numero di squadre          |
| ------------------------------------ | ----------- | -------------------------- |
| 7-10 novembre 2023 (Martedì-Venerdì) | Round Robin | 12 (4 gruppi da 3 squadre) |
| 11 novembre 2023 (Sabato)            | Semifinali  | 4                          |
| 12 novembre 2023 (Domenica)          | Finale      | 2                          |

## Fase a gironi

### Riepilogo
| Gruppo | Vincitore | Vincitore | Vincitore | Vincitore | Seconda     | Seconda | Seconda | Seconda | Terza     | Terza | Terza | Terza |
| Gruppo | Nazione   | I         | P         | S         | Nazione     | I       | P       | S       | Nazione   | I     | P     | S     |
| ------ | --------- | --------- | --------- | --------- | ----------- | ------- | ------- | ------- | --------- | ----- | ----- | ----- |
| A      | Rep. Ceca | 2-0       | 5–1       | 10-3      | Stati Uniti | 1–1     | 4–2     | 8–5     | Svizzera  | 0-2   | 0-6   | 2-12  |
| B      | Slovenia  | 1–1       | 3–3       | 9–6       | Kazakistan  | 1–1     | 3–3     | 7–8     | Australia | 1–1   | 3–3   | 6–8   |
| C      | Canada    | 2–0       | 6–0       | 12–1      | Spagna      | 1–1     | 2–4     | 5–9     | Polonia   | 0-2   | 1-5   | 4-11  |
| D      | Italia    | 2–0       | 5–1       | 11–5      | Francia     | 1–1     | 4–2     | 10–6    | Germania  | 0–2   | 0–6   | 2–12  |

### Gruppo A
| Pos. | Nazione     | Incontri | Partite | Set  | S % | Game  | G % |
| ---- | ----------- | -------- | ------- | ---- | --- | ----- | --- |
| 1    | Rep. Ceca   | 2–0      | 5–1     | 10–3 | 77% | 72–54 | 57% |
| 2    | Stati Uniti | 1-1      | 4-2     | 8-5  | 62% | 67-59 | 58% |
| 3    | Svizzera    | 0–2      | 0–6     | 2–12 | 14% | 61–87 | 41% |

#### Svizzera vs. Repubblica Ceca
| Svizzera 0 | Stadio de la Cartuja, Siviglia, Spagna 7 novembre 2023 Cemento (indoor) | Stadio de la Cartuja, Siviglia, Spagna 7 novembre 2023 Cemento (indoor)   | Rep. Ceca 3 |     |     |  |
| \| \| \| \| 1 \| 2 \| 3 \| \| \| - \| \| ------------------------------------------------------------------------- \| ---- \| --- \| --- \| \| \| 1 \| \| Céline Naef Linda Nosková \| 62 7 \| 6 4 \| 4 6 \| \| \| 2 \| \| Viktorija Golubic Marie Bouzková \| 4 6 \| 4 6 \| \| \| \| 3 \| \| Viktorija Golubic / Jil Teichmann Barbora Krejčíková / Kateřina Siniaková \| 63 7 \| 2 6 \| \| \| |                                                                         |                                                                           |             |     |     |  |
| |                                                                         |                                                                           | 1           | 2   | 3   |  |
| 1 | Svizzera (bandiera) · Rep. Ceca (bandiera)                              | Céline Naef Linda Nosková                                                 | 62 7        | 6 4 | 4 6 |  |
| 2 | Svizzera (bandiera) · Rep. Ceca (bandiera)                              | Viktorija Golubic Marie Bouzková                                          | 4 6         | 4 6 |     |  |
| 3 | Svizzera (bandiera) · Rep. Ceca (bandiera)                              | Viktorija Golubic / Jil Teichmann Barbora Krejčíková / Kateřina Siniaková | 63 7        | 2 6 |     |  |

#### Svizzera vs. Stati Uniti
| Svizzera 0 | Stadio de la Cartuja, Siviglia, Spagna 9 novembre 2023 Cemento (indoor) | Stadio de la Cartuja, Siviglia, Spagna 9 novembre 2023 Cemento (indoor) | Stati Uniti 3 |      |     |  |
| \| \| \| \| 1 \| 2 \| 3 \| \| \| - \| \| ---------------------------------------------------------------- \| ---- \| ---- \| --- \| \| \| 1 \| \| Céline Naef Danielle Collins \| 64 7 \| 1 6 \| \| \| \| 2 \| \| Viktorija Golubic Sofia Kenin \| 3 6 \| 7 61 \| 5 7 \| \| \| 3 \| \| Jil Teichmann / Simona Waltert Sloane Stephens / Taylor Townsend \| 1 6 \| 63 7 \| \| \| |                                                                         |                                                                         |               |      |     |  |
| |                                                                         |                                                                         | 1             | 2    | 3   |  |
| 1 | Svizzera (bandiera) · Stati Uniti (bandiera)                            | Céline Naef Danielle Collins                                            | 64 7          | 1 6  |     |  |
| 2 | Svizzera (bandiera) · Stati Uniti (bandiera)                            | Viktorija Golubic Sofia Kenin                                           | 3 6           | 7 61 | 5 7 |  |
| 3 | Svizzera (bandiera) · Stati Uniti (bandiera)                            | Jil Teichmann / Simona Waltert Sloane Stephens / Taylor Townsend        | 1 6           | 63 7 |     |  |

#### Repubblica Ceca vs. Stati Uniti
| Rep. Ceca 2 | Stadio de la Cartuja, Siviglia, Spagna 10 novembre 2023 Cemento (indoor) | Stadio de la Cartuja, Siviglia, Spagna 10 novembre 2023 Cemento (indoor)   | Stati Uniti 1 |     |   |  |
| \| \| \| \| 1 \| 2 \| 3 \| \| \| - \| \| -------------------------------------------------------------------------- \| --- \| --- \| - \| \| \| 1 \| \| Kateřina Siniaková Danielle Collins \| 3 6 \| 2 6 \| \| \| \| 2 \| \| Markéta Vondroušová Sofia Kenin \| 6 1 \| 6 1 \| \| \| \| 3 \| \| Barbora Krejčíková / Kateřina Siniaková Danielle Collins / Taylor Townsend \| 6 3 \| 7 5 \| \| \| |                                                                          |                                                                            |               |     |   |  |
| |                                                                          |                                                                            | 1             | 2   | 3 |  |
| 1 | Rep. Ceca (bandiera) · Stati Uniti (bandiera)                            | Kateřina Siniaková Danielle Collins                                        | 3 6           | 2 6 |   |  |
| 2 | Rep. Ceca (bandiera) · Stati Uniti (bandiera)                            | Markéta Vondroušová Sofia Kenin                                            | 6 1           | 6 1 |   |  |
| 3 | Rep. Ceca (bandiera) · Stati Uniti (bandiera)                            | Barbora Krejčíková / Kateřina Siniaková Danielle Collins / Taylor Townsend | 6 3           | 7 5 |   |  |

### Gruppo B
| Pos. | Nazione    | Incontri | Partite | Set | S % | Game  | G % |
| ---- | ---------- | -------- | ------- | --- | --- | ----- | --- |
| 1    | Slovenia   | 1–1      | 3–3     | 9–6 | 60% | 66–48 | 58% |
| 2    | Kazakistan | 1–1      | 3–3     | 7–8 | 47% | 54–59 | 48% |
| 3    | Australia  | 1–1      | 3–3     | 6–8 | 43% | 53–66 | 45% |

#### Australia vs. Slovenia
| Australia 1 | Stadio de la Cartuja, Siviglia, Spagna 7 novembre 2023 Cemento (indoor) | Stadio de la Cartuja, Siviglia, Spagna 7 novembre 2023 Cemento (indoor) | Slovenia 2 |      |      |  |
| \| \| \| \| 1 \| 2 \| 3 \| \| \| - \| \| ----------------------------------------------------------------- \| --- \| ---- \| ---- \| \| \| 1 \| \| Ajla Tomljanović Kaja Juvan \| 4 6 \| 1 6 \| \| \| \| 2 \| \| Daria Saville Tamara Zidanšek \| 1 6 \| 4 6 \| \| \| \| 3 \| \| Kimberly Birrell / Storm Hunter Veronika Erjavec / Ela Nala Milić \| 7 5 \| 62 7 \| 10 5 \| \| |                                                                         |                                                                         |            |      |      |  |
| |                                                                         |                                                                         | 1          | 2    | 3    |  |
| 1 | Australia (bandiera) · Slovenia (bandiera)                              | Ajla Tomljanović Kaja Juvan                                             | 4 6        | 1 6  |      |  |
| 2 | Australia (bandiera) · Slovenia (bandiera)                              | Daria Saville Tamara Zidanšek                                           | 1 6        | 4 6  |      |  |
| 3 | Australia (bandiera) · Slovenia (bandiera)                              | Kimberly Birrell / Storm Hunter Veronika Erjavec / Ela Nala Milić       | 7 5        | 62 7 | 10 5 |  |

#### Australia vs. Kazakistan
| Australia 2 | Stadio de la Cartuja, Siviglia, Spagna 9 novembre 2023 Cemento (indoor) | Stadio de la Cartuja, Siviglia, Spagna 9 novembre 2023 Cemento (indoor) | Kazakistan 1 |     |      |  |
| \| \| \| \| 1 \| 2 \| 3 \| \| \| - \| \| ----------------------------------------------------------- \| ---- \| --- \| ---- \| \| \| 1 \| \| Storm Hunter Anna Danilina \| 7 62 \| 6 4 \| \| \| \| 2 \| \| Kimberly Birrell Julija Putinceva \| 0 6 \| 5 7 \| \| \| \| 3 \| \| Storm Hunter / Ellen Perez Anna Danilina / Julija Putinceva \| 6 1 \| 4 6 \| 10 5 \| \| |                                                                         |                                                                         |              |     |      |  |
| |                                                                         |                                                                         | 1            | 2   | 3    |  |
| 1 | Australia (bandiera) · Kazakistan (bandiera)                            | Storm Hunter Anna Danilina                                              | 7 62         | 6 4 |      |  |
| 2 | Australia (bandiera) · Kazakistan (bandiera)                            | Kimberly Birrell Julija Putinceva                                       | 0 6          | 5 7 |      |  |
| 3 | Australia (bandiera) · Kazakistan (bandiera)                            | Storm Hunter / Ellen Perez Anna Danilina / Julija Putinceva             | 6 1          | 4 6 | 10 5 |  |

#### Kazakistan vs. Slovenia
| Kazakistan 2 | Stadio de la Cartuja, Siviglia, Spagna 10 novembre 2023 Cemento (indoor) | Stadio de la Cartuja, Siviglia, Spagna 10 novembre 2023 Cemento (indoor) | Slovenia 1 |     |      |        |
| \| \| \| \| 1 \| 2 \| 3 \| \| \| - \| \| -------------------------------------------------------------------- \| --- \| --- \| ---- \| ------ \| \| 1 \| \| Anna Danilina Kaja Juvan \| 1 6 \| 0 6 \| \| \| \| 2 \| \| Julija Putinceva Tamara Zidanšek \| 2 6 \| 6 2 \| \| ritiro \| \| 3 \| \| Anna Danilina / Zhibek Kulambayeva Veronika Erjavec / Ela Nala Milić \| 2 6 \| 6 4 \| 10 7 \| \| |                                                                          |                                                                          |            |     |      |        |
| |                                                                          |                                                                          | 1          | 2   | 3    |        |
| 1 | Kazakistan (bandiera) · Slovenia (bandiera)                              | Anna Danilina Kaja Juvan                                                 | 1 6        | 0 6 |      |        |
| 2 | Kazakistan (bandiera) · Slovenia (bandiera)                              | Julija Putinceva Tamara Zidanšek                                         | 2 6        | 6 2 |      | ritiro |
| 3 | Kazakistan (bandiera) · Slovenia (bandiera)                              | Anna Danilina / Zhibek Kulambayeva Veronika Erjavec / Ela Nala Milić     | 2 6        | 6 4 | 10 7 |        |

### Gruppo C
| Pos. | Nazione | Incontri | Partite | Set  | S % | Game  | G % |
| ---- | ------- | -------- | ------- | ---- | --- | ----- | --- |
| 1    | Canada  | 2–0      | 6–0     | 12–1 | 92% | 80–48 | 63% |
| 2    | Spagna  | 1–1      | 2–4     | 5–9  | 36% | 58–72 | 45% |
| 3    | Polonia | 0-2      | 1-5     | 4-11 | 28% | 57-75 | 43% |

#### Spagna vs. Canada
| Spagna 0 | Stadio de la Cartuja, Siviglia, Spagna 8 novembre 2023 Cemento (indoor) | Stadio de la Cartuja, Siviglia, Spagna 8 novembre 2023 Cemento (indoor)     | Canada 3 |      |   |  |
| \| \| \| \| 1 \| 2 \| 3 \| \| \| - \| \| --------------------------------------------------------------------------- \| ---- \| ---- \| - \| \| \| 1 \| \| Rebeka Masarova Marina Stakusic \| 3 6 \| 1 6 \| \| \| \| 2 \| \| Sara Sorribes Tormo Leylah Fernandez \| 68 7 \| 67 7 \| \| \| \| 3 \| \| Rebeka Masarova / Sara Sorribes Tormo Eugenie Bouchard / Gabriela Dabrowski \| 3 6 \| 5 7 \| \| \| |                                                                         |                                                                             |          |      |   |  |
| |                                                                         |                                                                             | 1        | 2    | 3 |  |
| 1 | Spagna (bandiera) · Canada (bandiera)                                   | Rebeka Masarova Marina Stakusic                                             | 3 6      | 1 6  |   |  |
| 2 | Spagna (bandiera) · Canada (bandiera)                                   | Sara Sorribes Tormo Leylah Fernandez                                        | 68 7     | 67 7 |   |  |
| 3 | Spagna (bandiera) · Canada (bandiera)                                   | Rebeka Masarova / Sara Sorribes Tormo Eugenie Bouchard / Gabriela Dabrowski | 3 6      | 5 7  |   |  |

#### Canada vs. Polonia
| Canada 3 | Stadio de la Cartuja, Siviglia, Spagna 9 novembre 2023 Cemento (indoor) | Stadio de la Cartuja, Siviglia, Spagna 9 novembre 2023 Cemento (indoor)   | Polonia 0 |     |     |  |
| \| \| \| \| 1 \| 2 \| 3 \| \| \| - \| \| ------------------------------------------------------------------------- \| --- \| --- \| --- \| \| \| 1 \| \| Marina Stakusic Magdalena Fręch \| 4 6 \| 7 5 \| 6 3 \| \| \| 2 \| \| Leylah Fernandez Magda Linette \| 6 2 \| 6 3 \| \| \| \| 3 \| \| Eugenie Bouchard / Gabriela Dabrowski Weronika Falkowska / Katarzyna Kawa \| 6 2 \| 6 3 \| \| \| |                                                                         |                                                                           |           |     |     |  |
| |                                                                         |                                                                           | 1         | 2   | 3   |  |
| 1 | Canada (bandiera) · Polonia (bandiera)                                  | Marina Stakusic Magdalena Fręch                                           | 4 6       | 7 5 | 6 3 |  |
| 2 | Canada (bandiera) · Polonia (bandiera)                                  | Leylah Fernandez Magda Linette                                            | 6 2       | 6 3 |     |  |
| 3 | Canada (bandiera) · Polonia (bandiera)                                  | Eugenie Bouchard / Gabriela Dabrowski Weronika Falkowska / Katarzyna Kawa | 6 2       | 6 3 |     |  |

#### Spagna vs. Polonia
| Spagna 2 | Stadio de la Cartuja, Siviglia, Spagna 10 novembre 2023 Cemento (indoor) | Stadio de la Cartuja, Siviglia, Spagna 10 novembre 2023 Cemento (indoor) | Polonia 1 |      |      |  |
| \| \| \| \| 1 \| 2 \| 3 \| \| \| - \| \| --------------------------------------------------------------------- \| ---- \| ---- \| ---- \| \| \| 1 \| \| Rebeka Masarova Katarzyna Kawa \| 2 6 \| 6 3 \| 6 2 \| \| \| 2 \| \| Sara Sorribes Tormo Magda Linette \| 7 65 \| 6 3 \| \| \| \| 3 \| \| Marina Bassols Ribera / Cristina Bucșa Katarzyna Kawa / Martyna Kubka \| 0 6 \| 7 62 \| 3 10 \| \| |                                                                          |                                                                          |           |      |      |  |
| |                                                                          |                                                                          | 1         | 2    | 3    |  |
| 1 | Spagna (bandiera) · Polonia (bandiera)                                   | Rebeka Masarova Katarzyna Kawa                                           | 2 6       | 6 3  | 6 2  |  |
| 2 | Spagna (bandiera) · Polonia (bandiera)                                   | Sara Sorribes Tormo Magda Linette                                        | 7 65      | 6 3  |      |  |
| 3 | Spagna (bandiera) · Polonia (bandiera)                                   | Marina Bassols Ribera / Cristina Bucșa Katarzyna Kawa / Martyna Kubka    | 0 6       | 7 62 | 3 10 |  |

### Gruppo D
| Pos. | Nazione  | Incontri | Partite | Set  | S % | Game  | G % |
| ---- | -------- | -------- | ------- | ---- | --- | ----- | --- |
| 1    | Italia   | 2–0      | 5–1     | 11–5 | 69% | 79–62 | 56% |
| 2    | Francia  | 1–1      | 4–2     | 10–6 | 63% | 75–61 | 55% |
| 3    | Germania | 0–2      | 0–6     | 2–12 | 14% | 43–74 | 37% |

#### Francia vs. Italia
| Francia 1 | Stadio de la Cartuja, Siviglia, Spagna 8 novembre 2023 Cemento (indoor) | Stadio de la Cartuja, Siviglia, Spagna 8 novembre 2023 Cemento (indoor)         | Italia 2 |     |      |  |
| \| \| \| \| 1 \| 2 \| 3 \| \| \| - \| \| ------------------------------------------------------------------------------- \| --- \| --- \| ---- \| \| \| 1 \| \| Alizé Cornet Martina Trevisan \| 6 2 \| 2 6 \| 2 6 \| \| \| 2 \| \| Caroline Garcia Jasmine Paolini \| 6 7 \| 7 5 \| 4 6 \| \| \| 3 \| \| Kristina Mladenovic / Caroline Garcia Elisabetta Cocciaretto / Martina Trevisan \| 5 7 \| 6 2 \| 10 6 \| \| |                                                                         |                                                                                 |          |     |      |  |
| |                                                                         |                                                                                 | 1        | 2   | 3    |  |
| 1 | Francia (bandiera) · Italia (bandiera)                                  | Alizé Cornet Martina Trevisan                                                   | 6 2      | 2 6 | 2 6  |  |
| 2 | Francia (bandiera) · Italia (bandiera)                                  | Caroline Garcia Jasmine Paolini                                                 | 6 7      | 7 5 | 4 6  |  |
| 3 | Francia (bandiera) · Italia (bandiera)                                  | Kristina Mladenovic / Caroline Garcia Elisabetta Cocciaretto / Martina Trevisan | 5 7      | 6 2 | 10 6 |  |

#### Italia vs. Germania
| Italia 3 | Stadio de la Cartuja, Siviglia, Spagna 9 novembre 2023 Cemento (indoor) | Stadio de la Cartuja, Siviglia, Spagna 9 novembre 2023 Cemento (indoor)       | Germania 0 |      |      |  |
| \| \| \| \| 1 \| 2 \| 3 \| \| \| - \| \| ----------------------------------------------------------------------------- \| --- \| ---- \| ---- \| \| \| 1 \| \| Martina Trevisan Eva Lys \| 7 6 \| 6 1 \| \| \| \| 2 \| \| Jasmine Paolini Anna-Lena Friedsam \| 6 3 \| 6 2 \| \| \| \| 3 \| \| Lucia Bronzetti / Elisabetta Cocciaretto Anna-Lena Friedsam / Laura Siegemund \| 6 4 \| 64 7 \| 11 9 \| \| |                                                                         |                                                                               |            |      |      |  |
| |                                                                         |                                                                               | 1          | 2    | 3    |  |
| 1 | Italia (bandiera) · Germania (bandiera)                                 | Martina Trevisan Eva Lys                                                      | 7 6        | 6 1  |      |  |
| 2 | Italia (bandiera) · Germania (bandiera)                                 | Jasmine Paolini Anna-Lena Friedsam                                            | 6 3        | 6 2  |      |  |
| 3 | Italia (bandiera) · Germania (bandiera)                                 | Lucia Bronzetti / Elisabetta Cocciaretto Anna-Lena Friedsam / Laura Siegemund | 6 4        | 64 7 | 11 9 |  |

#### Francia vs. Germania
| Francia 3 | Stadio de la Cartuja, Siviglia, Spagna 10 novembre 2023 Cemento (indoor) | Stadio de la Cartuja, Siviglia, Spagna 10 novembre 2023 Cemento (indoor) | Germania 0 |     |      |        |
| \| \| \| \| 1 \| 2 \| 3 \| \| \| - \| \| --------------------------------------------------------------------- \| --- \| --- \| ---- \| ------ \| \| 1 \| \| Clara Burel Jule Niemeier \| 6 4 \| 6 3 \| \| \| \| 2 \| \| Varvara Gracheva Tatjana Maria \| 0 3 \| \| \| ritiro \| \| 3 \| \| Caroline Garcia / Kristina Mladenovic Jule Niemeier / Laura Siegemund \| 5 7 \| 6 3 \| 10 1 \| \| |                                                                          |                                                                          |            |     |      |        |
| |                                                                          |                                                                          | 1          | 2   | 3    |        |
| 1 | Francia (bandiera) · Germania (bandiera)                                 | Clara Burel Jule Niemeier                                                | 6 4        | 6 3 |      |        |
| 2 | Francia (bandiera) · Germania (bandiera)                                 | Varvara Gracheva Tatjana Maria                                           | 0 3        |     |      | ritiro |
| 3 | Francia (bandiera) · Germania (bandiera)                                 | Caroline Garcia / Kristina Mladenovic Jule Niemeier / Laura Siegemund    | 5 7        | 6 3 | 10 1 |        |

## Fase a eliminazione diretta

### Tabellone
|  | Semifinali | Semifinali | Semifinali |        |   | Finale | Finale | Finale |  |
|  |            |            |            |        |   |        |        |        |  |
|  | B          | Slovenia   | 0          |        |   |        |        |        |  |
|  | B          | Slovenia   | 0          |        |   |        |        |        |  |
|  | D          | Italia     | 2          |        |   |        |        |        |  |
|  | D          | Italia     | 2          |        | D | Italia | 0      |        |  |
|  |            |            |            |        | D | Italia | 0      |        |  |
|  |            |            | C          | Canada | 2 |        |        |        |  |
|  | A          | Rep. Ceca  | C          | Canada | 2 | 1      |        |        |  |
|  | A          | Rep. Ceca  |            |        |   |        |        |        |  |
|  | C          | Canada     | 2          |        |   |        |        |        |  |

### Semifinali

#### Slovenia vs. Italia
| Slovenia 0 | Stadio de la Cartuja, Siviglia, Spagna 11 novembre 2023 Cemento (indoor) | Stadio de la Cartuja, Siviglia, Spagna 11 novembre 2023 Cemento (indoor) | Italia 2 |     |     |             |
| \| \| \| \| 1 \| 2 \| 3 \| \| \| - \| \| ---------------------------------------------------------------------- \| --- \| --- \| --- \| ----------- \| \| 1 \| \| Kaja Juvan Martina Trevisan \| 6 7 \| 3 6 \| \| \| \| 2 \| \| Tamara Zidanšek Jasmine Paolini \| 2 6 \| 6 4 \| 3 6 \| \| \| 3 \| \| Kaja Juvan / Tamara Zidanšek Elisabetta Cocciaretto / Martina Trevisan \| \| \| \| non giocato \| |                                                                          |                                                                          |          |     |     |             |
| |                                                                          |                                                                          | 1        | 2   | 3   |             |
| 1 | Slovenia (bandiera) · Italia (bandiera)                                  | Kaja Juvan Martina Trevisan                                              | 6 7      | 3 6 |     |             |
| 2 | Slovenia (bandiera) · Italia (bandiera)                                  | Tamara Zidanšek Jasmine Paolini                                          | 2 6      | 6 4 | 3 6 |             |
| 3 | Slovenia (bandiera) · Italia (bandiera)                                  | Kaja Juvan / Tamara Zidanšek Elisabetta Cocciaretto / Martina Trevisan   |          |     |     | non giocato |

#### Repubblica Ceca vs. Canada
| Rep. Ceca 1 | Stadio de la Cartuja, Siviglia, Spagna 11 novembre 2023 Cemento (indoor) | Stadio de la Cartuja, Siviglia, Spagna 11 novembre 2023 Cemento (indoor)      | Canada 2 |      |     |  |
| \| \| \| \| 1 \| 2 \| 3 \| \| \| - \| \| ----------------------------------------------------------------------------- \| --- \| ---- \| --- \| \| \| 1 \| \| Barbora Krejčíková Marina Stakusic \| 6 2 \| 6 1 \| \| \| \| 2 \| \| Markéta Vondroušová Leylah Fernandez \| 2 6 \| 6 2 \| 3 6 \| \| \| 3 \| \| Barbora Krejčíková / Kateřina Siniaková Gabriela Dabrowski / Leylah Fernandez \| 5 7 \| 63 7 \| \| \| |                                                                          |                                                                               |          |      |     |  |
| |                                                                          |                                                                               | 1        | 2    | 3   |  |
| 1 | Rep. Ceca (bandiera) · Canada (bandiera)                                 | Barbora Krejčíková Marina Stakusic                                            | 6 2      | 6 1  |     |  |
| 2 | Rep. Ceca (bandiera) · Canada (bandiera)                                 | Markéta Vondroušová Leylah Fernandez                                          | 2 6      | 6 2  | 3 6 |  |
| 3 | Rep. Ceca (bandiera) · Canada (bandiera)                                 | Barbora Krejčíková / Kateřina Siniaková Gabriela Dabrowski / Leylah Fernandez | 5 7      | 63 7 |     |  |

### Finale

#### Italia vs. Canada
| Italia 0 | Stadio de la Cartuja, Siviglia, Spagna 12 novembre 2023 Cemento (indoor) | Stadio de la Cartuja, Siviglia, Spagna 12 novembre 2023 Cemento (indoor)        | Canada 2 |     |   |             |
| \| \| \| \| 1 \| 2 \| 3 \| \| \| - \| \| ------------------------------------------------------------------------------- \| --- \| --- \| - \| ----------- \| \| 1 \| \| Martina Trevisan Marina Stakusic \| 5 7 \| 3 6 \| \| \| \| 2 \| \| Jasmine Paolini Leylah Fernandez \| 2 6 \| 3 6 \| \| \| \| 3 \| \| Martina Trevisan / Elisabetta Cocciaretto Gabriela Dabrowski / Leylah Fernandez \| \| \| \| non giocato \| |                                                                          |                                                                                 |          |     |   |             |
| |                                                                          |                                                                                 | 1        | 2   | 3 |             |
| 1 | Italia (bandiera) · Canada (bandiera)                                    | Martina Trevisan Marina Stakusic                                                | 5 7      | 3 6 |   |             |
| 2 | Italia (bandiera) · Canada (bandiera)                                    | Jasmine Paolini Leylah Fernandez                                                | 2 6      | 3 6 |   |             |
| 3 | Italia (bandiera) · Canada (bandiera)                                    | Martina Trevisan / Elisabetta Cocciaretto Gabriela Dabrowski / Leylah Fernandez |          |     |   | non giocato |